# Nuuk Posse
Nuuk Posse är ett grönländskt hiphopband grundat 1985.
Nuuk Posse är den första och mest kända hiphopgruppen från Grönland. Gruppens bandmedlemmar är inuiter och sjunger på engelska, danska samt grönländska.